# Хёугланн, Ханне (конькобежка)
Ханне Шёйнхауг Хёугланн (норв. ˈhɑnːə ˈhæʉɡlɑn; род.7 сентября 1991 года) — норвежская конькобежка. 3-кратная чемпионка Норвегии в спринтерском многоборье и двукратная на отдельных дистанциях, многократная призёр чемпионата Норвегии. Она представляла спортивный клуб "Austevoll" с сезона 1999/2000. В сезонах 2012/13 и 2013/14 выступала за международную команду "norgesbaserte profflaget CBA", а с сезона 2014/15 выступала за норвежскую "Skøyteakademi".

## Биография
Ханне Хёугланн родилась в Эустеволле, где и начала кататься на коньках в возрасте восьми лет.
В сезоне 2002/03 начала выступления на юниорских соревнованиях и на молодёжном чемпионате Норвегии в 2005 и 2006 годах занимала 1-е места в многоборье и на дистанции 500 м. В сезоне 2007/08 она начала участвовать на чемпионате Норвегии среди взрослых и сразу смогла занять 10-е и 11-е места на дистанциях 500 и 1000 м соответственно. В 2009 году выиграла "бронзу" на дистанции 1000 м на чемпионате Норвегии и дебютировала на чемпионате мира среди юниоров, в которых участвовала до 2011 года, где лучшим её местом было 5-е на дистанции 500 м.
В октябре 2009 года на Национальном чемпионате Ханне выиграла "бронзу" в забегах на 500, 1000 метров. В январе 2010 года на чемпионате страны в многоборье поднялась на 3-е место. Через год завоевала "золото" в забеге на 500 м и заняла 3-е место на дистанции 1000 м. Ханне также продолжала занимать высокие места на чемпионатах Норвегии среди юниоров. В 2012 году она впервые выиграла чемпионат Норвегии в спринтерском многоборье, а через год повторила результат.
На спринтерском чемпионате мира в Солт-Лейк-Сити Хёугланн заняла 31-е место после дисквалификации на дистанции 1000 м. На чемпионате Норвегии 2014 года на отдельных дистанциях она стала 2-й и 3-й в забегах на 500 и 1000 м и 2-й в спринтерском многоборье. В течение следующих двух сезонов у неё был пролапс спины, при котором межпозвоночный диск смещается и сопровождается тянущим болевым синдромом во время физических нагрузок. 
Однако на чемпионате Норвегии 2015 года в спринте она смогла в третий раз выиграть многоборье и только в январе 2016 года вновь смогла выиграть бронзовую медаль на дистанции 500 м.